# Comuna Coșbuc, Bistrița-Năsăud
Coșbuc, mai demult Hordou, (în maghiară: Hordó) este o comună în județul Bistrița-Năsăud, Transilvania, România, formată numai din satul de reședință cu același nume.
Comuna a fost reorganizată prin Ordonanța de Urgență Nr.30, din 05 mai 2004, privind desprinderea satului Bichigiu de la comuna Coșbuc și trecerea lui în administrarea comunei Telciu, publicată în Monitorul Oficial Nr.407 din 06 mai 2004.

## Demografie
Componența etnică a comunei Coșbuc
     Români (94,42%)
     Alte etnii (0,17%)
     Necunoscută (5,41%)
Componența confesională a comunei Coșbuc
     Ortodocși (84,18%)
     Penticostali (8,86%)
     Alte religii (0,98%)
     Necunoscută (5,98%)
Conform recensământului efectuat în 2021, populația comunei Coșbuc se ridică la 1.738 de locuitori, în creștere față de recensământul anterior din 2011, când fuseseră înregistrați 1.524 de locuitori. Majoritatea locuitorilor sunt români (94,42%), iar pentru 5,41% nu se cunoaște apartenența etnică. Din punct de vedere confesional, majoritatea locuitorilor sunt ortodocși (84,18%), cu o minoritate de penticostali (8,86%), iar pentru 5,98% nu se cunoaște apartenența confesională.

## Politică și administrație
Comuna Coșbuc este administrată de un primar și un consiliu local compus din 11 consilieri. Primarul, Ioan Pavelea[*], de la Partidul Social Democrat, este în funcție din 2016. Începând cu alegerile locale din 2024, consiliul local are următoarea componență pe partide politice:
|  | Partid                                 | Consilieri | Componența Consiliului | Componența Consiliului | Componența Consiliului | Componența Consiliului |
|  | -------------------------------------- | ---------- | ---------------------- | ---------------------- | ---------------------- | ---------------------- |
|  | Partidul Social Democrat               | 4          |                        |                        |                        |                        |
|  | Partidul Național Liberal              | 2          |                        |                        |                        |                        |
|  | Alianța pentru Unirea Românilor        | 1          |                        |                        |                        |                        |
|  | Partidul Mișcarea Populară             | 1          |                        |                        |                        |                        |
|  | Uniunea Democrată Maghiară din România | 1          |                        |                        |                        |                        |
|  | Uniunea Salvați România                | 1          |                        |                        |                        |                        |
|  | Partidul Ecologist Român               | 1          |                        |                        |                        |                        |

## Monumente
- Biserica "Cuvioasa Paraschiva"
- Casa memorială "George Coșbuc"

## Personalități născute aici
- George Coșbuc (1866 - 1918), poet, critic literar și traducător, membru titular al Academiei Române.

## Galerie de imagini

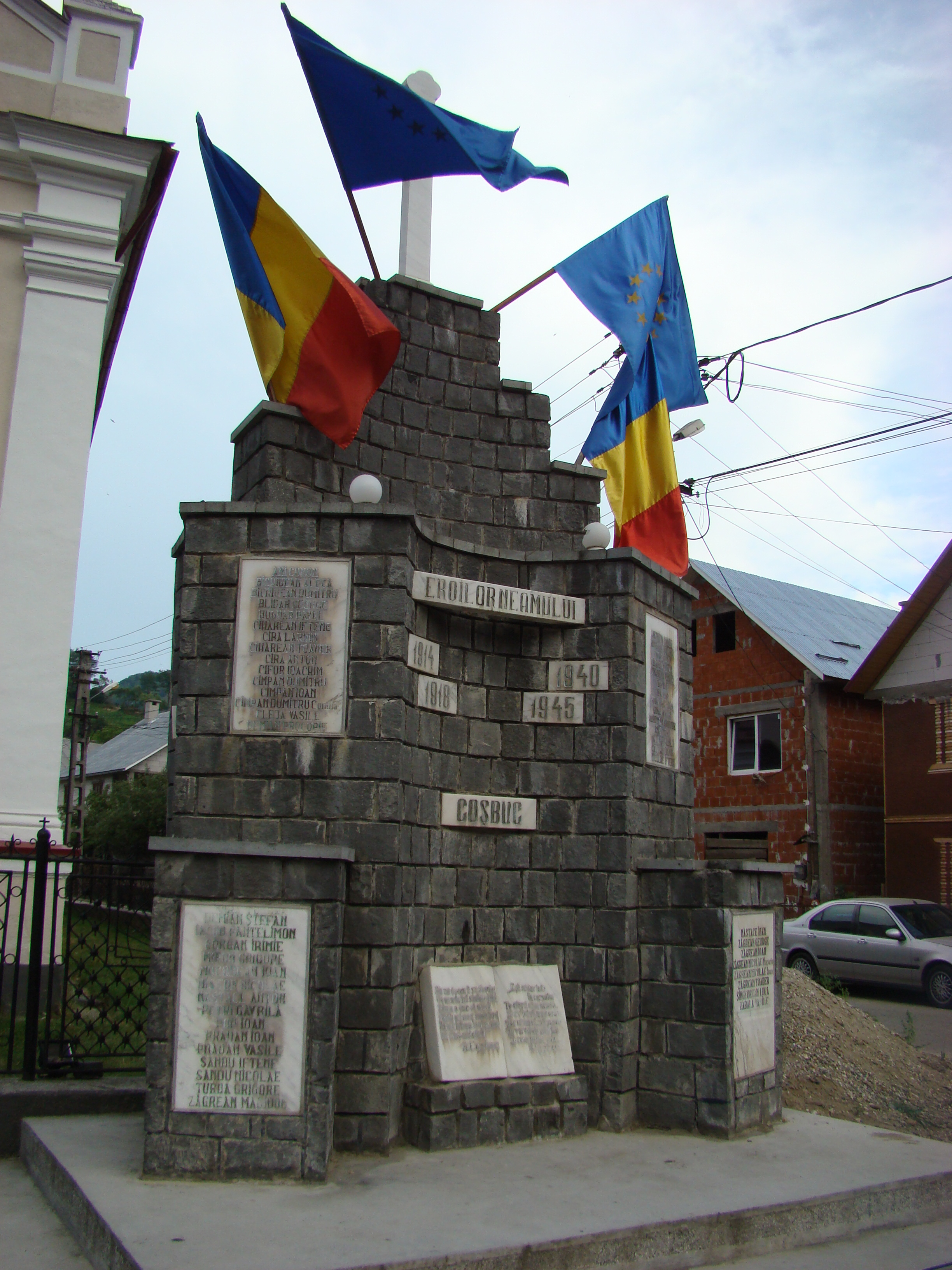
Monumentul Eroilor
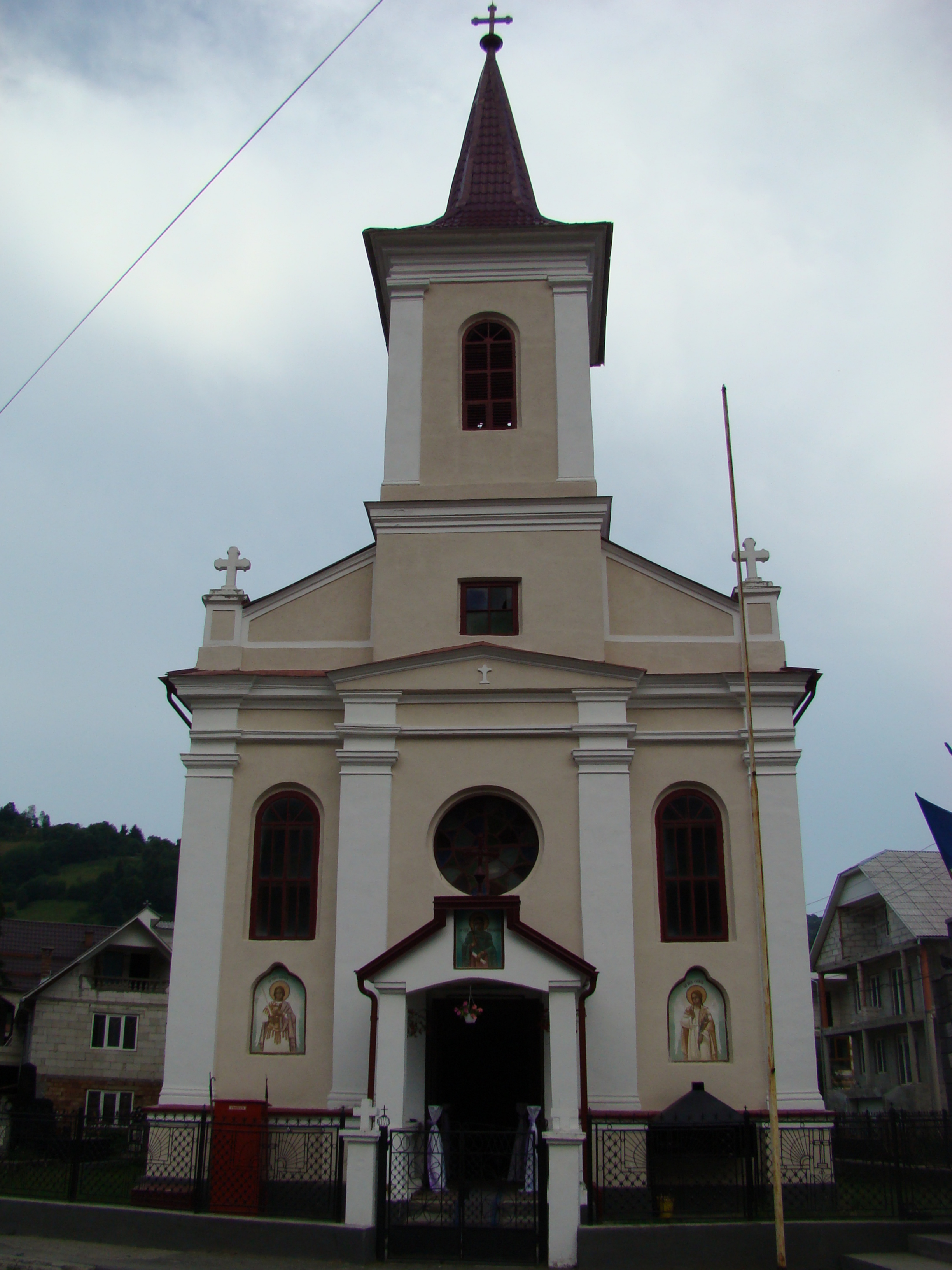
Biserica "Cuvioasa Paraschiva"
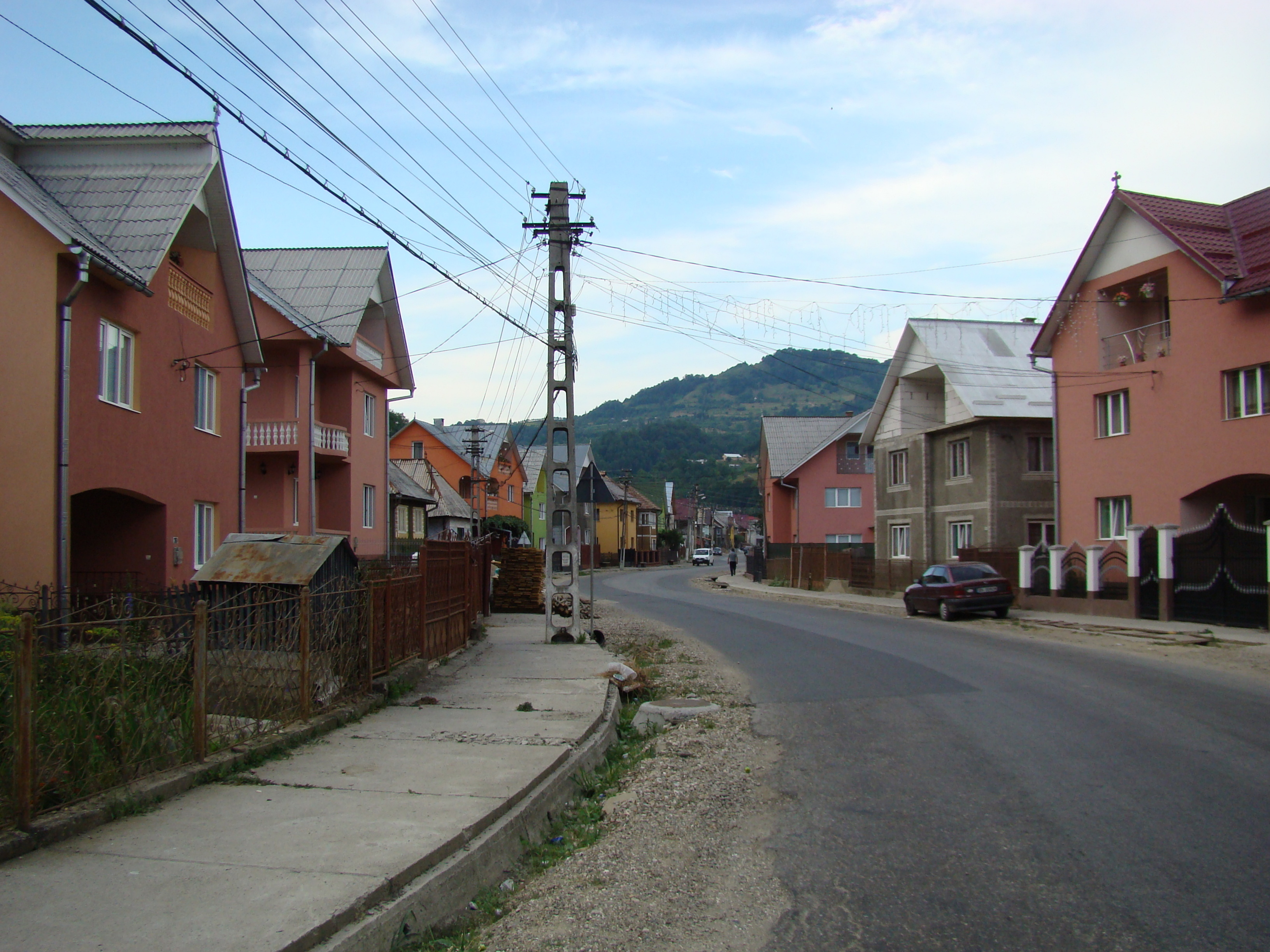